# Mistrzostwa Europy w Lekkoatletyce 1950 – skok wzwyż kobiet
Skok wzwyż kobiet był jedną z konkurencji rozgrywanych podczas IV Mistrzostw Europy w Brukseli. Rozegrano od razu finał 26 sierpnia 1950. Zwyciężczynią tej konkurencji została Brytyjka Sheila Lerwill. W rywalizacji wzięło udział dziesięć zawodniczek z sześciu reprezentacji.

## Rekordy
| Rekord świata     | Fanny Blankers-Koen (NED) | 1,71 | Amsterdam, Holandia | 30.05.1943 |
| Rekord Europy     | Fanny Blankers-Koen (NED) | 1,71 | Amsterdam, Holandia | 30.05.1943 |
| Rekord mistrzostw | Ibolya Csák (HUN)         | 1,64 | Wiedeń, III Rzesza  | 18.09.1938 |

## Wyniki
| Miejsce | Zawodniczka        | Wynik |
| ------- | ------------------ | ----- |
| 1       | Sheila Lerwill     | 1,63  |
| 2       | Dorothy Tyler      | 1,63  |
| 3       | Galina Ganeker     | 1,63  |
| 4       | Anne Knudsen       | 1,60  |
| 5       | Bertha Crowther    | 1,55  |
| 6       | Anne-Marie Colchen | 1,50  |
| 7       | Simone Peirone     | 1,50  |
| 8       | Berta Sablatnig    | 1,45  |
| 9       | Jozefa Dierick     | 1,40  |
| 9       | Anita Roussel      | 1,40  |